# Varam
Varam é uma vila no distrito de Kannur, no estado indiano de Kerala.

## Demografia
Segundo o censo de 2001, Varam tinha uma população de 14 739 habitantes. Os indivíduos do sexo masculino constituem 46% da população e os do sexo feminino 54%. Varam tem uma taxa de literacia de 81%, superior à média nacional de 59,5%: a literacia no sexo masculino é de 84% e no sexo feminino é de 78%. Em Varam, 13% da população está abaixo dos 6 anos de idade.